# 劉夔 (宋朝)
刘夔（981年—1063年），字道元，福建崇安（今福建武夷山市）人，宋朝进士。

## 生平
大中祥符（1008年－1016年），刘夔中进士，补广德军判官。曾任尚书屯田员外郎，权侍御史。 历任江西、两浙、淮南转运使，加直史馆、知陕州、太常少卿、知广州、以给事中、枢密直学士知郓州、工部侍郎、知福州。徙建州，以户部侍郎致仕。
宋英宗即位后，迁吏部。刘夔享年83岁。

## 著作
刘夔著有《晋书指掌》、《武夷山记》，均佚。